# 이호우
이호우(李鎬雨, 1912년∼1970년)는 대한민국의 시조 시인이다.

## 생애
호는 이호우(爾豪雨)이며, 경상북도 청도군에서 태어나 경성제일고등보통학교와 도쿄예술대학에서 수학했으나 신경쇠약으로 중퇴했다. 1940년 <문장>지에 시조 <달밤>이 추천되어 등단했다. 이후 주로 대구에서 기거하면서 지역 신문사에 몸담고 지방 문화 창달과 후진 양성에 힘썼다. 1955년 <이호우 시집>을 간행하고 제1회 경북 문화상을 수상하였다. 그 후 누이동생 이영도와 함께 발간한 오누이 시조집 <비가 오고 바람이 붑니다> 중의 1권인 <휴화산>을 발간했다.
그는 대한민국의 옛 시조의 제한된 시조 형식을 고수하면서 현대적인 느낌이나 생활의 정서를 담아 새로운 시조를 탄생시켜, 시조 시인들에게 큰 영향을 끼쳤다. 대표작으로 <개화> <별> <바위 앞에서> 등이 있다.
1970년 1월 6일 심장마비로 타계했다.
현대 대구 앞산공원에 그의 시비가 있다.